# Tungusos
Tungusos és un terme que s'aplica per designar un grup de pobles que d'una manera general parlen, o havien parlat, alguna de les llengües manxú-tungús.

## Particularitats
L'origen del nom rau en Tunguska, zona no gaire definida de Sibèria. Tot i així actualment la majoria dels tungusos habiten al nord-est de la Xina (Manxúria). A Rússia hi ha uns 20,000 i a Mongòlia uns pocs milers.
Entre altres pobles tungusos cal mencionar:
- Evens
- Evenkis
- Xibe

## Problemes amb l'ús del terme
Tècnicament el grup més gran de tungusos són els manxús, poble que tenia molta influència a la Xina fins al 1911. El problema rau en el fet que el poble manxú actualment està completament assimilat a la Xina i pràcticament ha perdut la seva llengua.
A causa d'aquest fet hi ha una tendència a aplicar el terme etnològic de "tungusos" només al grup de pobles siberians d'aquesta ètnia, considerant-los com "veritablement tungusos".